# 20 februari
20 februari is de 51ste dag van het jaar in de gregoriaanse kalender. Hierna volgen nog 314 dagen (315 dagen in een schrikkeljaar) tot het einde van het jaar.

## Gebeurtenissen
- Algemeen
  - 1915 - Onder het motto Panama-Pacific wordt in San Francisco de 20e wereldtentoonstelling geopend.
  - 1935 - De Noorse onderzoekster Caroline Mikkelsen betreedt als eerste vrouw het zuidpoolgebied.
  - 1943 - Mexico - De vulkaan Paricutín ontstaat.
  - 1995 - Veearts Karel Van Noppen wordt vermoord in Wechelderzande.
  - 2002 - Op deze dag om 20.02 uur was de datumnotatie: 20-02-2002 20:02, een drievoudig palindroom.
  - 2004 - ABN AMRO wordt door nieuwe wetgeving in Thailand gedwongen haar belang in de Thaise bank Bank of Asia op te geven. De ABN AMRO was na de crisis in Azië gelokt met gunstige voorwaarden om te helpen de bank te redden. Nu alles beter gaat in Thailand heeft de regering besloten deze voordelen in te trekken.
  - 2023 - Het grensgebied van Turkije en Syrië wordt getroffen door een aardbeving met een kracht van 6,3 op de schaal van Richter. Het epicentrum ligt bij de stad Defne, zuidelijker dan de epicentra van de aardbevingen van 6 februari 2023.[1][2]
  - 2024 - Onder de naam Operation Cronos komt een coalitie van internationale politie- en veiligheidsdiensten in actie tegen hackersgroep LockBit die verantwoordelijk is voor de gelijknamige gijzelsoftware. De operatie resulteert in onder meer twee arrestaties, een overname van de website, 14.000 geblokkeerde accounts en 200 bevroren cryptoportemonnees.[3][4]
- Economie
  - 2024 - Er is een meerdaagse staking bij Aviko. Een groot deel van de productiemedewerkers legt het werk neer en eist betere arbeidsvoorwaarden en salaris.
- Gezondheid
  - 2004 - Albert Heijn haalt een deel van haar 'salmonella-vrije' kip terug omdat deze volgens een test van het Algemeen Dagblad toch salmonella blijkt te bevatten.

- Infrastructuur
  - 1867 - Opening van de tunnel van Trois-Ponts, de oudste tunnel van spoorlijn 42 tussen Rivage (provincie Luik en de Luxemburgse grens bij Gouvy.

- Oorlog
  - 1071 - Slag bij Kassel. Robrecht de Fries verslaat zijn neef Arnulf III en verovert het graafschap Vlaanderen.
  - 1905 - Slag bij Mukden, een beslissende, grote veldslag in de Russisch-Japanse Oorlog, in Mantsjoerije.

- Politiek
  - 1868 - Huwelijk van prins Lodewijk van Beieren en aartshertogin Maria Theresia Henriëtte van Oostenrijk-Este in Wenen.
  - 1904 - Manuel Amador Guerrero treedt aan als eerste president van het onafhankelijke Panama. De volgende dag ondertekent hij een verdrag, dat de Amerikanen tegen een betaling van $ 10 miljoen de zeggenschap geeft over het Panamakanaal.
  - 2010 - Het kabinet-Balkenende IV valt over de missie in Uruzgan.

- Recreatie
  - 2003 - Tijdens de brand in nachtclub The Station in de VS komen 100 personen om het leven en vallen er 230 gewonden.

- Religie
  - 1878 - Kardinaal Gioacchino Pecci wordt gekozen tot Paus Leo XIII.
  - 1961 - Oprichting van het Aartsbisdom Addis Abeba in Ethiopië.

- Sport
  - 1895 - De Engelse schaatser Albert E. Tebbit vestigt het werelduurrecord op de schaats in Leytestone: in één uur tijd schaatst hij 26448 m.
  - 1992 - Schaatser Bart Veldkamp rijdt tijdens de Olympische winterspelen in Albertville naar goud op de 10.000 meter. Het is voor die editie de enige gouden medaille voor Nederland.
  - 1999 - Schaatsster Marianne Timmer verbetert in Calgary haar eigen Nederlands record (38,92 seconden) en noteert op klapschaatsen een tijd van 38,47.
  - 2010 - Schaatser Mark Tuitert wint goud op de 1500 meter tijdens de Olympische Winterspelen in Vancouver.

- Wetenschap en technologie
  - 1962 - De Mercury MA-6 wordt gelanceerd met aan boord John Glenn. Hij was daarmee de derde Amerikaan in de ruimte, maar wel de eerste Amerikaan in een baan om de aarde.[5]
  - 1963 - Demonstratie van de laser-tv in New York.
  - 2001 - Er wordt in Groot-Brittannië bij 20 varkens mond-en-klauwzeer (MKZ) ontdekt, een maand later worden de eerste gevallen in Nederland vastgesteld. Begin 2002 is de MKZ crisis officieel voorbij.
  - 2004 - Dierenartsen in Thailand hebben vastgesteld dat het H5N1 virus dat de vogelgriep veroorzaakt, verantwoordelijk is voor de dood van minimaal twee katten in de provincie Nakhon Pathom. Het virus lijkt hiermee ook overgeslagen te zijn op deze diersoort.
  - 2004 - Er is nu ook vogelpest aangetroffen in Canada, in de provincie Brits-Columbia. Het gaat om een andere variant dan in Azië die voor mensen ongevaarlijk is.
  - 2024 - Lancering van een Falcon 9 raket van SpaceX vanaf Cape Canaveral Space Force Station Lanceercomplex 40 (SLC-40) voor de HTS-113BT (Merah Putih 2) missie met de gelijknamige communicatiesatelliet voor PT Telkom Satelit Indonesia (Telkomsat).[6]

## Geboren

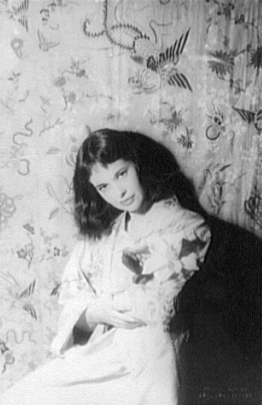
Gloria Vanderbilt
geboren in 1924

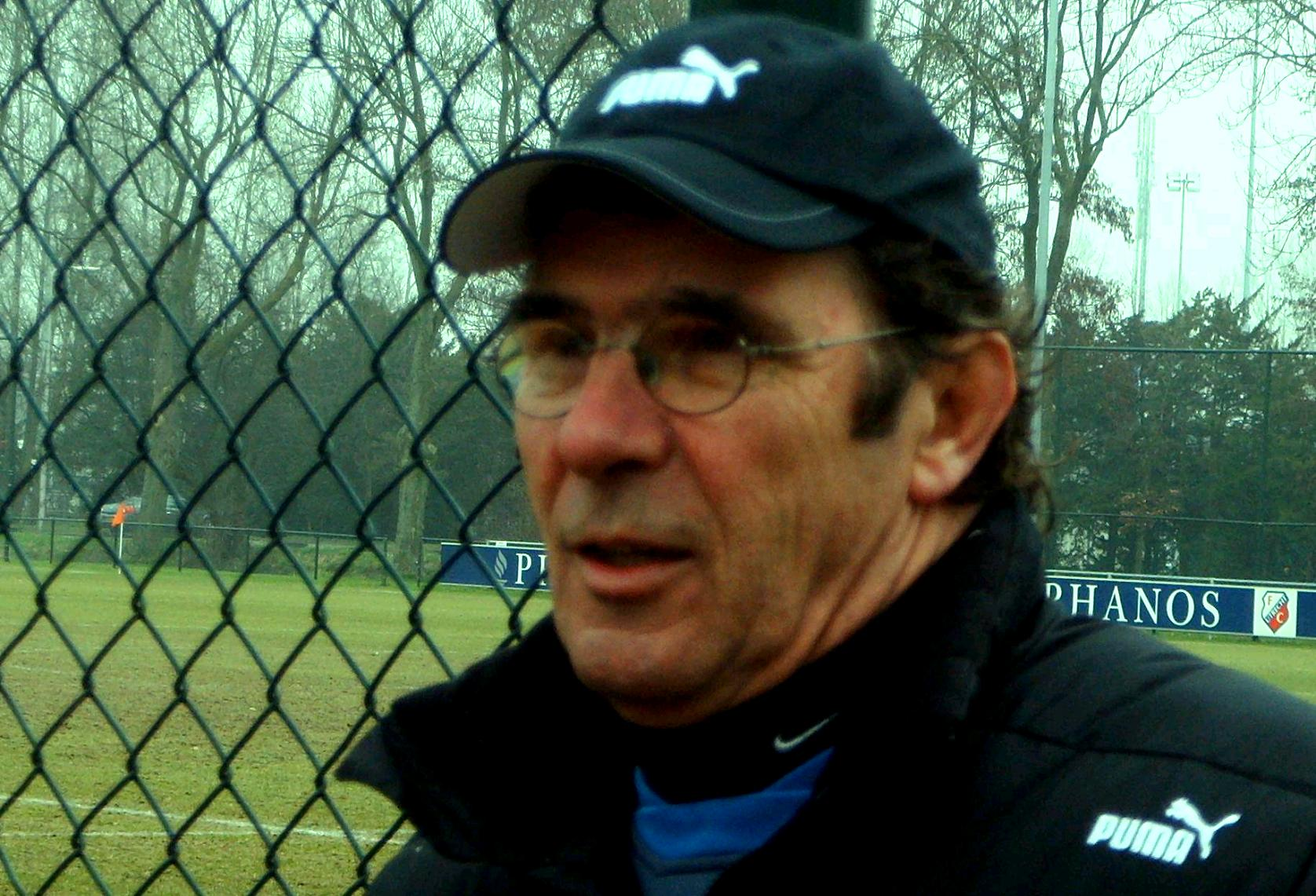
Willem van Hanegem
geboren in 1944

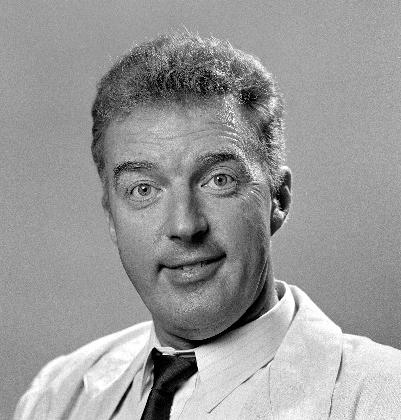
André van Duin
geboren in 1947

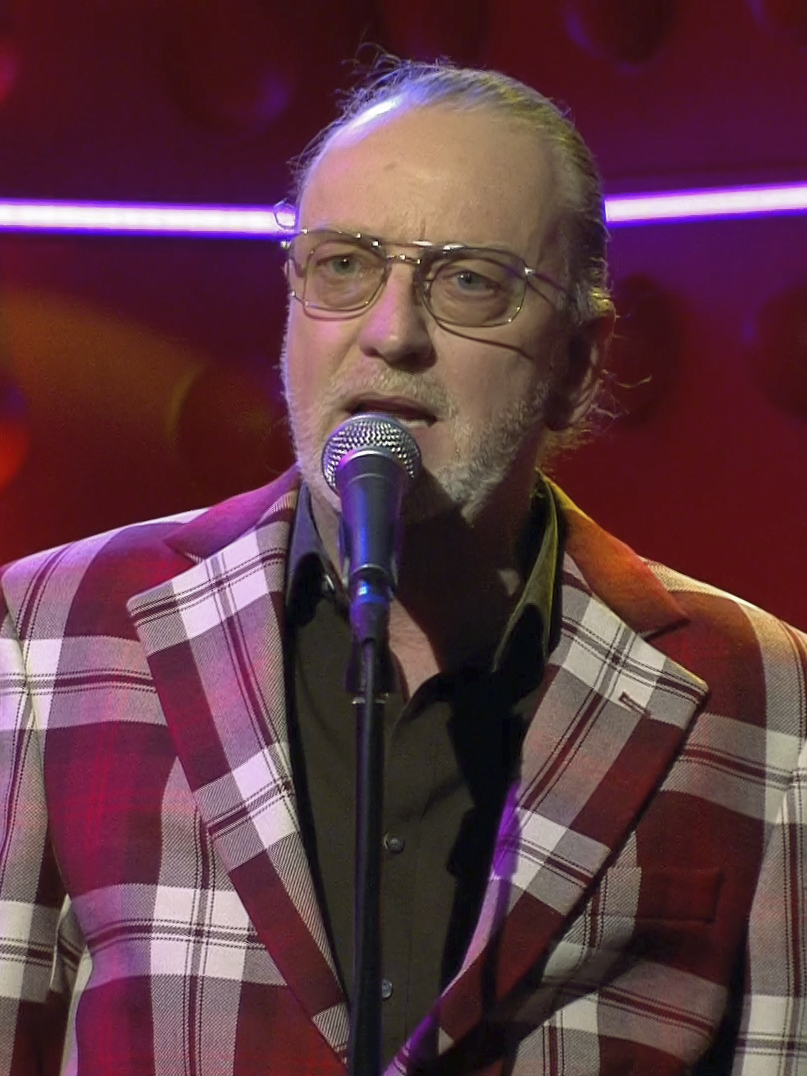
Ton Kas
geboren in 1959

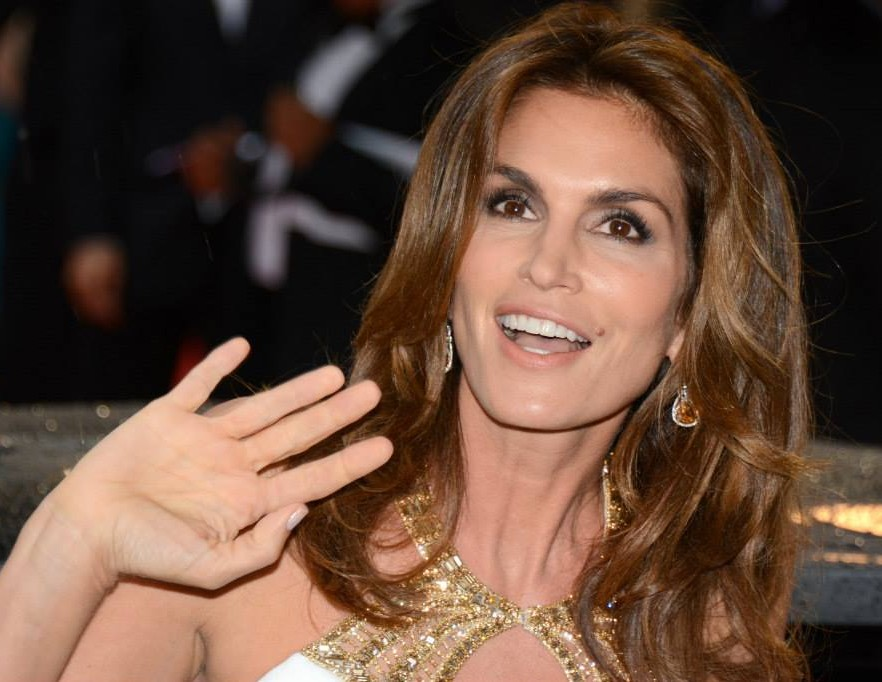
Cindy Crawford
geboren in 1966

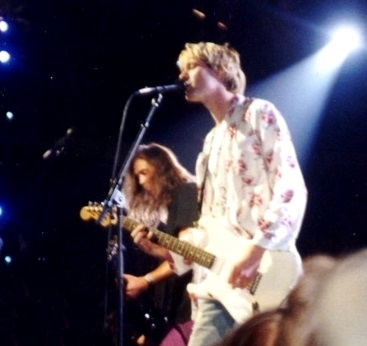
Kurt Cobain
geboren in 1967

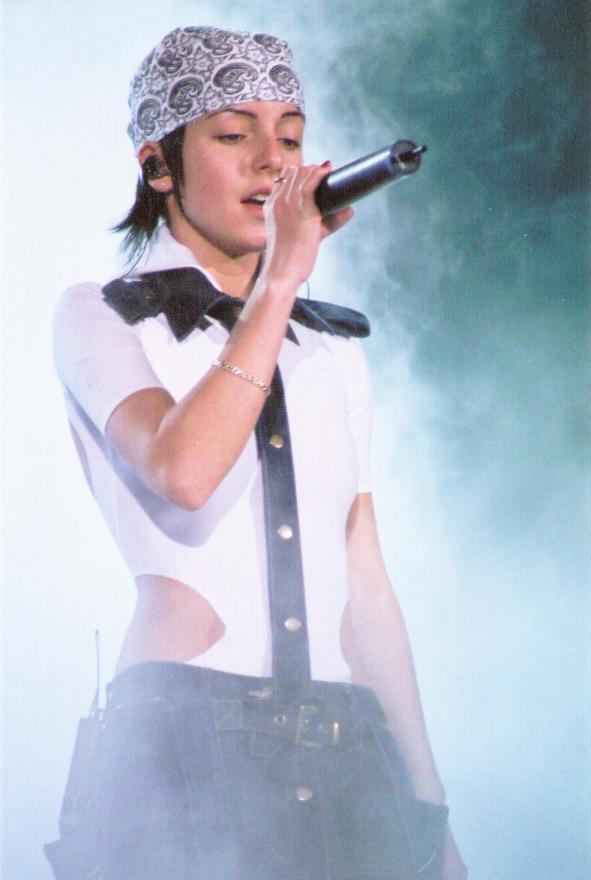
Joelia Volkova
geboren in 1985

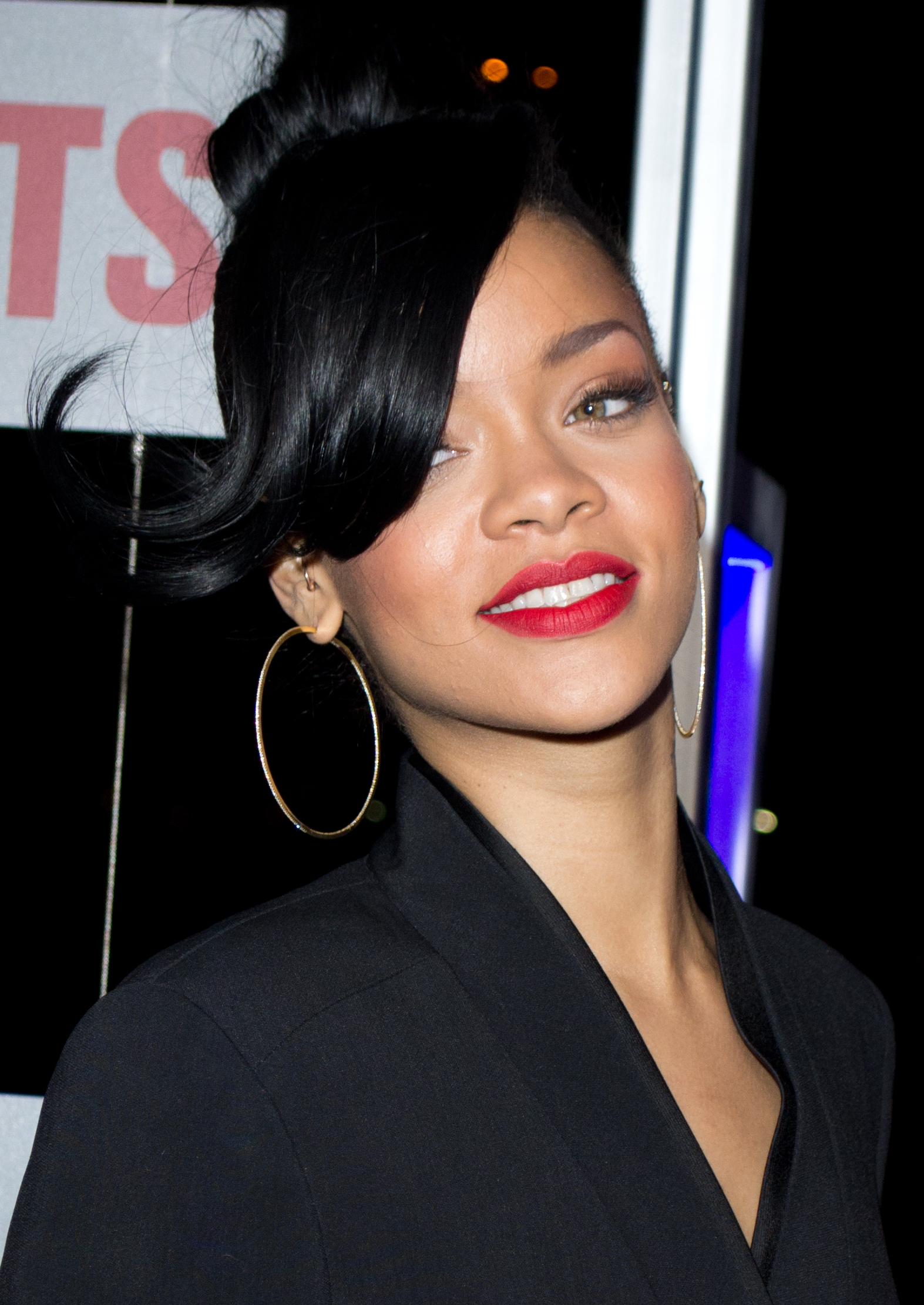
Rihanna
geboren in 1988

- 1007 - Petrus Damiani, Italiaans kerkhervormer en theoloog (overleden 1072)
- 1594 - Sophia Hedwig van Brunswijk-Wolfenbüttel, Duits edelvrouw; echtgenote van Ernst Casimir van Nassau-Dietz (overleden 1642)
- 1669 - Cornelis Sweerts, Nederlands dichter (overleden 1749)
- 1680 - Frederik Willem Adolf van Nassau-Siegen, vorst van Nassau-Siegen (overleden 1722)
- 1746 - Henry James Pye, Engels dichter (overleden 1813)
- 1796 - Edmond Willem van Dam van Isselt, Nederlands politicus en dichter (overleden 1860)
- 1802 - Charles Auguste de Bériot, Belgisch musicus (overleden 1870)
- 1820 - Lewis A. Swift, Amerikaans astronoom (overleden 1913)
- 1830 - Armand Cattier, Frans-Belgisch beeldhouwer (overleden 1892)
- 1836 - Anne Casimir Pyrame de Candolle, Zwitsers botanicus (overleden 1918)
- 1844 - Ludwig Boltzmann, Oostenrijks natuur- en wiskundige (overleden 1906)
- 1870 - P.C. Boutens, Nederlands dichter en classicus (overleden 1943)
- 1874 - Julius Prüwer, Oostenrijks dirigent en pianist (overleden 1943)
- 1886 - Béla Kun, Hongaars politicus (overleden 1939)
- 1888 - Georges Bernanos, Frans auteur (overleden 1948)
- 1890 - Alma Richards, Amerikaans atleet (overleden 1963)
- 1894 - Everhard van Beijnum, Nederlands muziekpedagoog (overleden 1957)
- 1898 - Jozef Rulof, Nederlands paranormaal schrijver (overleden 1952)
- 1898 - Julien Van Campenhout, Belgisch atleet (overleden 1933)
- 1901 - Foka van Loon, Nederlands schrijfster (overleden 1995)
- 1906 - Gale Gordon, Amerikaans acteur (overleden 1995)
- 1909 - Heinz Erhardt, Duits komiek, muzikant, entertainer, acteur en dichter (overleden 1979)
- 1910 - Helmut Salden, Duits-Nederlands letter- en boekenontwerper (overleden 1996)
- 1913 - Steven Mathijs Snouck Hurgronje, Nederlands burgemeester (overleden 1998)
- 1914 - Angel Nakpil, Filipijns architect (overleden 1980)
- 1916 - Elba de Pádua Lima (Tim), Braziliaans voetballer en trainer (overleden 1984)
- 1919 - Lotfollah Safi Golpaygani, Iraans ayatollah (overleden 2022)
- 1919 - Piet Stam, Nederlands zwemmer (overleden 1996)
- 1920 - Karl Albrecht, Duits zakenman en mede-oprichter supermarktketen Aldi (overleden 2014)
- 1920 - Kathleen Kennedy, Amerikaans lid van de jetset (overleden 1948)
- 1921 - Loek Biesbrouck, Nederlands voetballer (overleden 2005)
- 1921 - Roger Coekelbergs, Belgisch hoogleraar en verzetsman (overleden 2021)
- 1921 - Joseph Albert Walker, Amerikaans testpiloot (overleden 1966)
- 1922 - Jean Diederich, Luxemburgs wielrenner (overleden 2012)
- 1923 - Joop Geurts, Nederlands honkballer (overleden 2009)
- 1923 - Herman Diederik Janzen, Nederlands beeldhouwer, medailleur en tekenaar (overleden 1998)
- 1924 - Gloria Vanderbilt, Amerikaans actrice en modeontwerpster (overleden 2019)
- 1925 - Robert Altman, Amerikaans filmregisseur (overleden 2006)
- 1926 - August Biswamitre, Surinaams politicus en vakbondsbestuurder (overleden 2017)
- 1926 - Richard Matheson, Amerikaans schrijver (overleden 2013)
- 1926 - Bob Richards, Amerikaans atleet (overleden 2023)
- 1927 - Ibrahim Ferrer, Cubaans musicus (overleden 2005)
- 1927 - Sidney Poitier, Amerikaans acteur en filmregisseur (overleden 2022)
- 1927 - Fred Röhrig, Nederlands voetballer (overleden 2012)
- 1928 - Jean Kennedy Smith, lid van de Amerikaanse familie-Kennedy; zus van John F. Kennedy (overleden 2020)
- 1928 - Friedrich Wetter, Duits kardinaal
- 1929 - Amanda Blake, Amerikaans actrice (overleden 1989)
- 1930 - Pietro Citati, Italiaans literair criticus en schrijver (overleden 2022)
- 1933 - Humberto Maschio, Argentijns-Italiaans voetballer en voetbaltrainer (overleden 2024)
- 1934 - François Konter, Luxemburgs voetballer (overleden 2018)
- 1934 - Bobby Unser, Amerikaans autocoureur (overleden 2021)
- 1936 - Ingeborg Elzevier, Nederlands actrice (overleden 2025)
- 1936 - Evert van Uitert, Nederlands kunsthistoricus en hoogleraar (overleden 2021)
- 1937 - David Acevedo, Argentijns voetballer
- 1937 - Dolph Kohnstamm, Nederlands psycholoog en publicist
- 1937 - Roger Penske, Amerikaans autocoureur en raceteameigenaar
- 1937 - Joop Stokkermans, Nederlands pianist en componist (overleden 2012)
- 1937 - Nancy Wilson, Amerikaans jazz-zangeres (overleden 2018)
- 1938 - Richard Beymer, Amerikaans acteur
- 1939 - Johan Oldenziel, Nederlands politicus
- 1940 - Elles Berger, Nederlands radio- en televisiepresentatrice
- 1940 - Jimmy Greaves, Engels voetballer (overleden 2021)
- 1942 - Mitch McConnell, Amerikaans politicus
- 1943 - Carlos, Frans zanger (overleden 2008)
- 1943 - Antonio Inoki, Japans worstelaar (overleden 2022)
- 1943 - Mike Leigh, Brits regisseur
- 1943 - Piet Meijer, Nederlands schaatser (overleden 2021)
- 1944 - Yaakov Peri, Israëlisch politicus
- 1944 - Willem van Hanegem, Nederlands voetballer en voetbaltrainer
- 1946 - Brenda Blethyn, Brits actrice
- 1946 - Doug Russell, Amerikaans zwemmer
- 1947 - André van Duin, Nederlands komiek, zanger en acteur
- 1947 - Peter Osgood, Brits voetballer (overleden 2006)
- 1949 - Ivana Trump, Tsjechisch-Amerikaans model en zakenvrouw (overleden 2022)
- 1949 - Stefan Waggershausen, Duits zanger, muziekproducer en auteur
- 1950 - Walter Becker, Amerikaans jazz-rock gitarist (overleden 2017)
- 1950 - Paul Derrez, Nederlands sieraadontwerper, galeriehouder en verzamelaar
- 1950 - Tony Wilson, Brits journalist, muziekproducer en tv-presentator (overleden 2007)
- 1951 - Gordon Brown, Brits politicus
- 1951 - Toon van Helfteren, Nederlands basketballer en basketbalcoach
- 1951 - Phil Neal, Engels voetballer en voetbalcoach
- 1952 - Peter van Dam, Belgisch radio-dj (overleden 2018)
- 1952 - Hélène Ramjiawan, Surinaams kinderboekenschrijfster (overleden 2021)
- 1953 - Buddy Alexander, Amerikaans golfer
- 1953 - Riccardo Chailly, Italiaans dirigent
- 1954 - Oscar Hammerstein, Nederlands advocaat
- 1954 - Anthony Stewart Head, Brits acteur en muzikant
- 1954 - Patricia Hearst, Amerikaans bankrover
- 1955 - Néstor Montelongo, Uruguayaans voetballer (overleden 2021)
- 1956 - Harry de Vries, Nederlands politicus
- 1957 - Haye van der Heyden, Nederlands schrijver van kinderboeken en televisieseries
- 1959 - Ton Kas, Nederlands acteur, schrijver, moppentapper en regisseur
- 1960 - Hardy Mertens, Nederlands componist
- 1961 - Jan Erik Østergaard, Deens mountainbiker
- 1961 - Imogen Stubbs, Brits actrice en (toneel)schrijfster
- 1962 - Stephan van den Berg, Nederlands windsurfer
- 1963 - Charles Barkley, Amerikaans basketballer
- 1964 - Rudi Garcia, Frans voetballer en voetbaltrainer
- 1964 - Willie Garson, Amerikaans acteur (overleden 2021)
- 1965 - Ron Eldard, Amerikaans acteur
- 1965 - Manuel Ocampo, Filipijns kunstschilder
- 1966 - Cindy Crawford, Amerikaans model en actrice
- 1966 - Stijn Fens, Nederlands journalist en Vaticaankenner
- 1966 - Corien Jonker, Nederlands politicus
- 1966 - Dennis Mitchell, Amerikaans atleet
- 1967 - Paul Accola, Zwitsers alpineskiër
- 1967 - Kurt Cobain, Amerikaans zanger (overleden 1994)
- 1967 - Louis Ferreira, Canadees acteur
- 1967 - Eduardo Iturralde González, Spaans voetbalscheidsrechter
- 1967 - Andrew Shue, Amerikaans acteur
- 1967 - Lili Taylor, Amerikaans actrice
- 1968 - Ted Hankey, Engels darter
- 1968 - Fatma Koşer Kaya, Nederlands advocate en politica
- 1969 - Siniša Mihajlović, Servisch voetballer en voetbalcoach (overleden 2022)
- 1970 - Éric Legnini, Belgisch jazzpianist
- 1971 - Jari Litmanen, Fins voetballer
- 1971 - Alberto Stegeman, Nederlands journalist en presentator
- 1971 - Joost van der Westhuizen, Zuid-Afrikaans rugbyer (overleden 2017)
- 1972 - Robin van Galen, Nederlands waterpoloër en waterpolocoach
- 1972 - Tjitske Reidinga, Nederlands actrice
- 1972 - Cristina Sánchez, Spaans torera
- 1972 - Anton Sjkaplerov, Russisch ruimtevaarder
- 1973 - Kimberley Davies, Australisch actrice
- 1973 - Jostein Grindhaug, Noors voetballer en voetbaltrainer
- 1973 - David Nolens, Belgisch schrijver
- 1973 - Ap Reinders, Nederlands burgemeester
- 1974 - Antti Sumiala, Fins voetballer
- 1975 - Brian Littrell, Amerikaans zanger
- 1976 - Marisa Matias, Portugees sociologe en politica
- 1977 - Bartosz Kizierowski, Pools zwemmer
- 1978 - Lauren Ambrose, Amerikaans actrice
- 1978 - Tinko Czetwertynski, Belgisch fotograaf
- 1978 - Julia Jentsch, Duits actrice
- 1978 - Chelsea Peretti, Amerikaans actrice
- 1979 - Freek Braeckman, Belgisch nieuwslezer
- 1979 - Rafael Sarandeses, Spaans autocoureur
- 1980 - Artur Boruc, Pools voetballer
- 1980 - Jonathan Goodwin, Welsh stuntman en boeienkoning
- 1980 - Bram Som, Nederlands atleet
- 1981 - Elisabeth Görgl, Oostenrijks alpineskiester
- 1982 - Walter Vílchez, Peruviaans voetballer
- 1983 - Harrie Gommans, Nederlands voetballer
- 1983 - Emad Meteb, Egyptisch voetballer
- 1984 - Imade Annouri, Belgisch politicus
- 1984 - Balázs Berke, Hongaars voetbalscheidsrechter
- 1984 - Raivis Broks, Lets bobsleeër
- 1984 - Trevor Noah, Zuid-Afrikaans komiek, acteur en televisiepresentator
- 1984 - Sofie Van Moll, Belgisch actrice
- 1985 - Petter Andersson, Zweeds voetballer
- 1985 - Charlie Kimball, Amerikaans autocoureur
- 1985 - Michael Oliver, Engels voetbalscheidsrechter
- 1985 - Frauke Penen, Belgisch atlete
- 1985 - Joelia Volkova, Russisch zangeres
- 1985 - Shareese Woods, Amerikaans atlete
- 1986 - Agnieszka Bednarek, Pools volleybalster
- 1987 - Tim Sparv, Fins voetballer
- 1988 - Jakub Holuša, Tsjechisch atleet
- 1988 - Moreno Costanzo, Zwitsers voetballer
- 1988 - Rihanna (Robyn Rihanna Fenty), Barbadiaans zangeres
- 1990 - Alexander Bannink, Nederlands voetballer
- 1990 - Ciro Immobile, Italiaans voetballer
- 1991 - Andrew Gemmell, Amerikaans zwemmer
- 1991 - Sally Rooney, Iers schrijfster
- 1993 - Dominik Fischnaller, Italiaans rodelaar
- 1993 - Erika Vikman, Fins zangeres
- 1994 - Brigid Kosgei, Keniaans atlete
- 1994 - Stephanie Brunner, Oostenrijks alpineskiester
- 1997 - Sturla Holm Lægreid, Noors biatleet
- 1998 - Clarence Munyai, Zuid-Afrikaans atleet
- 1999 - Leonie Doege, Duits voetbalster
- 2000 - Bradley Brooks, Engels darter
- 2000 - Celia Rose Gooding, Amerikaans actrice
- 2000 - Kristóf Milák, Hongaars zwemmer
- 2001 - Martín Satriano, Uruguayaans voetballer
- 2002 - Gavin Bazunu, Iers-Nigeriaans voetballer
- 2004 - Karlijn Helsen, Belgisch voetbalster
- 2005 - Veerle Buchwald, Nederlands volleybalster
- 2005 - Morris Schuring, Nederlands autocoureur

## Overleden

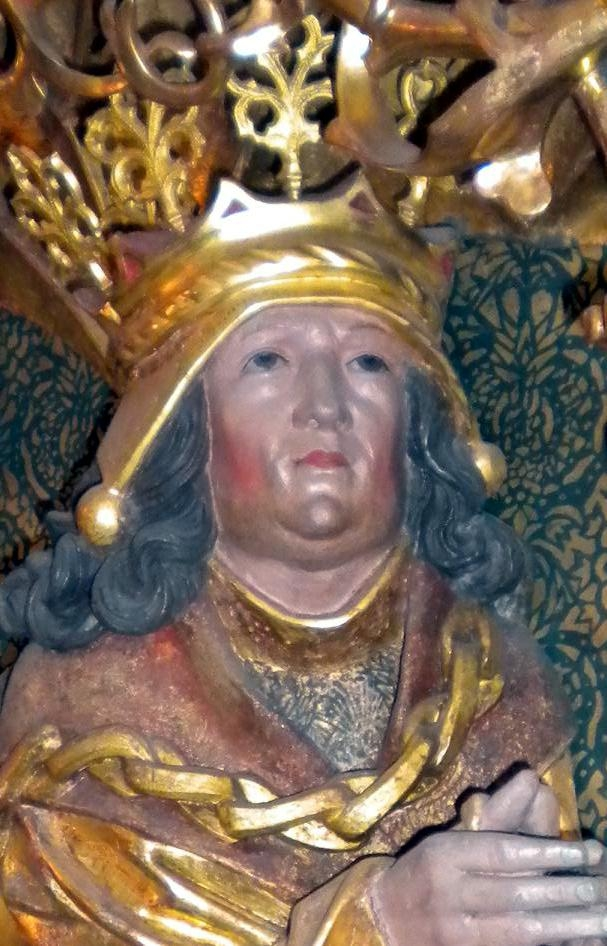
Johan van Denemarken
overleden in 1513

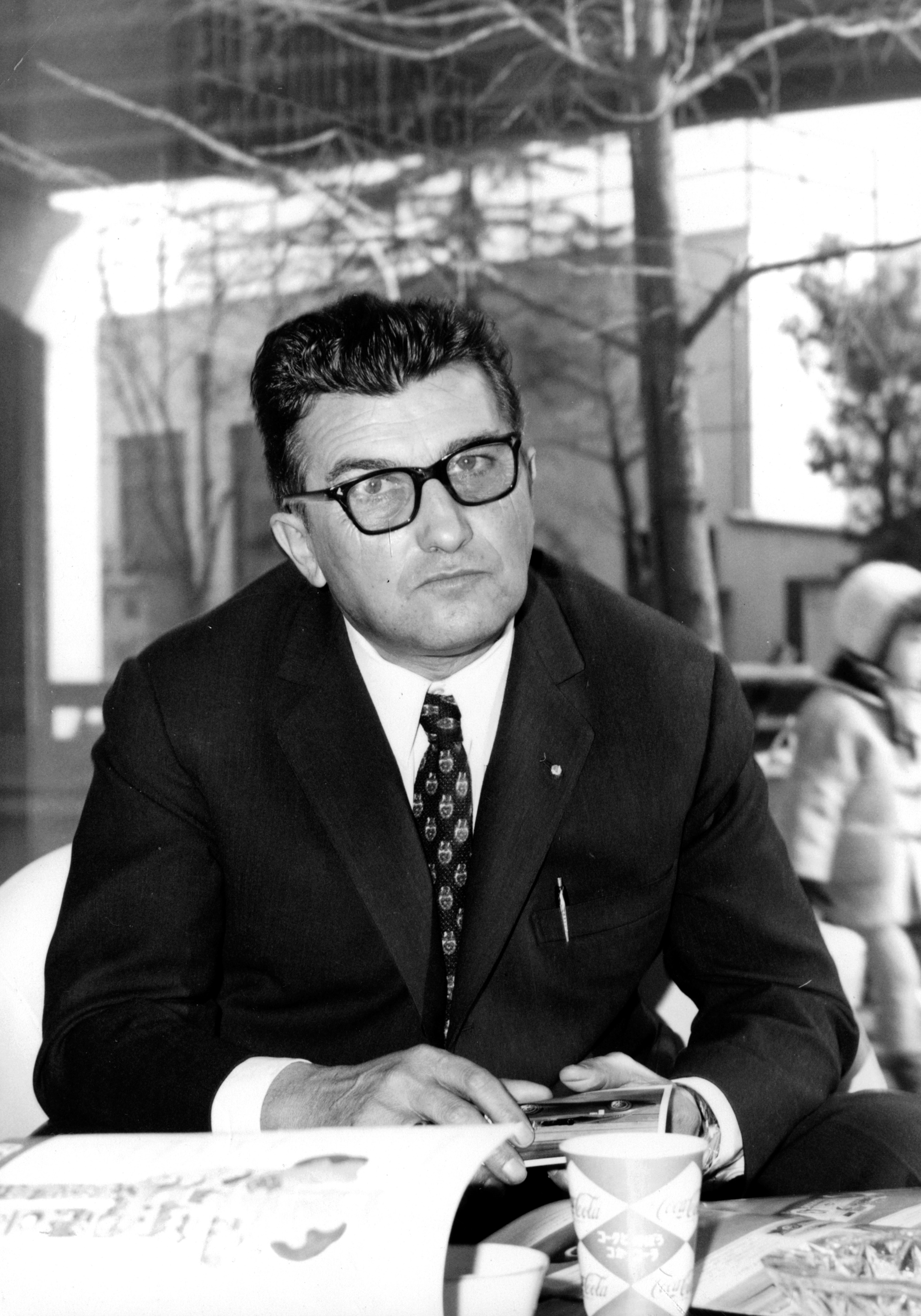
Ferruccio Lamborghini
overleden in 1993

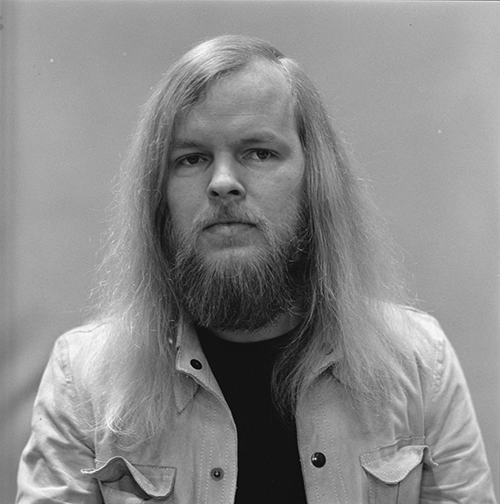
Gerard Koerts
overleden in 2019

- 690 - Eticho I (50), Frankisch hertog
- 702 - K'inich K'an B'alam II (66), heerser van Palenque
- 970 - García I van Navarra (51), koning van Navarra
- 1171 - Conan IV van Bretagne (33), zoon van Bertha van Bretagne en van Alan III
- 1194 - Tancred van Sicilië, koning van Sicilië
- 1513 - Johan van Denemarken (58), koning van Denemarken
- 1524 - Tecún Umán (24?), laatste heerser van de K'iche' Maya
- 1790 - Keizer Jozef II van het Heilige Roomse Rijk (48)
- 1810 - Andreas Hofer (42), Tirools nationale held en vrijheidsstrijder
- 1848 - Alexander der Nederlanden (29), zoon van koning Willem II
- 1861- Eugène Scribe, Frans toneelschrijver en librettist
- 1902 - Emil Selenka (57), Duits zoöloog
- 1919 - Francisco Liongson (49), Filipijns politicus
- 1919 - Charles Mertens (53), Belgisch kunstschilder
- 1920 - Robert Peary (63), Amerikaans ontdekkingsreiziger
- 1939 - Luther Standing Bear (70), Lakota indianenleider, schrijver, onderwijzer, filosoof en acteur
- 1941 - George Minne (75), Belgisch beeldhouwer
- 1943 - Ernest Guglielminetti (80), Zwitsers arts, uitvinder en hoogteonderzoeker
- 1944 - Albert Heijnneman (47), Nederlands atleet en verzetsstrijder
- 1953 - Emmy Andriesse (39), Nederlands fotograaf en verzetsstrijder
- 1953 - Francesco Saverio Nitti (84), Italiaans politicus
- 1960 - Adone Zoli (72), Italiaans politicus
- 1961 - Percy Grainger (78), Australisch pianist
- 1961 - Otto Huiswoud (67), Surinaams politiek activist
- 1964 - Jan Huijgen (78), Nederlands atleet
- 1966 - Chester Nimitz (80), Amerikaans admiraal
- 1968 - Anthony Asquith (65), Brits regisseur, producent en acteur
- 1972 - Maria Goeppert-Mayer (63), Duits-Amerikaans natuurkundige en Nobelprijswinnares
- 1974 - David Monrad Johansen (85), Noors componist
- 1979 - Nereo Rocco (66), Italiaans voetballer en voetbalcoach
- 1981 - Jaap Bakema (66), Nederlands architect
- 1984 - Giuseppe Colombo (63), Italiaans wiskundige
- 1986 - Koos Rietkerk (58), Nederlands politicus
- 1986 - Sidney Wilson (74), Schots-Nederlands evangelist
- 1987 - Edgar P. Jacobs (82), Belgisch stiptekenaar
- 1992 - Roberto d'Aubuisson (47), Salvadoraans politicus en leider van doodseskaders
- 1993 - Ferruccio Lamborghini (76), Italiaans autofabrikant
- 1995 - Karel Van Noppen (42), Belgisch veearts en anti-hormonenactivist
- 1997 - Arthur Machado (88), Braziliaans voetballer
- 1997 - Cyriel Van Gent (73), Belgisch acteur
- 2001 - Maxim Hamel (72), Nederlands acteur
- 2001 - Donella Meadows (59), Amerikaans milieuwetenschapper
- 2001 - Albert Mossdorf (89), Zwitsers politicus
- 2005 - Dalene Matthee (66), Zuid-Afrikaans kinderboekenschrijfster
- 2005 - Hunter S. Thompson (67), Amerikaans schrijver
- 2006 - Luca Coscioni (38), Italiaans politicus
- 2007 - Ihab Kareem (26), Iraaks voetballer
- 2007 - Carl-Henning Pedersen (93), Deens kunstschilder
- 2007 - Hilde van der Ploeg (47), Nederlands klinisch psychologe en seksuologe
- 2007 - Wim Terwingen (64), Belgisch politicus
- 2007 - Zilla Huma Usman (35), Pakistaans politica en feministe
- 2008 - Piet Dam (61), Nederlands rallycrosser
- 2008 - Klaas Smit (77), Nederlands voetballer
- 2009 - Friedrich Berentzen (81), Duits industrieel
- 2009 - Robert Quarry (83), Amerikaans acteur
- 2009 - Sadi (81), Belgisch jazzmusicus
- 2009 - Antonio De Rosso (67), Italiaans orthodox kerkleider
- 2009 - Christopher Nolan (43), Iers schrijver en dichter
- 2010 - Bobby Cox (76), Schots voetballer
- 2010 - Alexander Haig (85), Amerikaans militair en politicus
- 2011 - Noemí Simonetto de Portela (85), Argentijns atlete
- 2012 - Knut Torbjørn Eggen (51), Noors voetballer en voetbaltrainer
- 2012 - Renato Dulbecco (97), Italiaans viroloog en Nobelprijswinnaar
- 2012 - Piet Verkruijsse (69), Nederlands historisch letterkundige en boekhistoricus
- 2013 - Antonio Roma (80), Argentijns voetbaldoelman
- 2015 - Henk van Rhee (62), Nederlands bestuurder en journalist
- 2016 - Wim Geldolf (87), Belgisch politicus en senator
- 2017 - Jens Arnbak (73), Deens natuurkundige
- 2017 - Gerard Brouwer (65), Nederlands beeldhouwer
- 2017 - Mildred Dresselhaus (86), Amerikaans natuurkundige
- 2017 - Steye Raviez (73), Nederlands fotograaf
- 2017 - André Vlayen (85), Belgisch wielrenner
- 2018 - Alice Fuldauer (59), Nederlands journaliste en schrijfster
- 2019 - Dominick Argento (91), Amerikaans componist
- 2019 - Claude Goretta (89), Zwitsers filmregisseur
- 2019 - Gerard Koerts (71), Nederlands musicus
- 2019 - Francisco Mañosa (88), Filipijns architect
- 2020 - Ali Doelman-Pel (87), Nederlands politicus
- 2020 - Claudette Nevins (82), Amerikaans actrice
- 2021 - Mauro Bellugi (71), Italiaans voetballer
- 2021 - Joe Burke (81), Iers accordeonspeler
- 2021 - Chris Craft (81), Brits autocoureur en -ontwerper
- 2021 - Tom Struick van Bemmelen (90), Nederlands politicus
- 2022 - Pier van Brakel (88), Nederlands acteur
- 2022 - Nils Lindberg (88), Zweeds componist en pianist
- 2022 - Oleksandr Sydorenko (61), Sovjet-Oekraïens zwemmer
- 2024 - Andreas Brehme (63), Duits voetballer en voetbaltrainer
- 2024 - Vasile Dîba (69), Roemeens kajakker
- 2024 - Roberto Pérez (63), Boliviaans voetballer
- 2025 - Gerry Arling (63), Nederlands muzikant
- 2025 - Peter Jason (Peter Edward Ostling) (80), Amerikaans acteur
- 2025 - Jerry Butler (85), Amerikaans soulzanger en songwriter
- 2025 - Frankétienne (Frank Étienne) (88), Haïtiaans schrijver en dichter
- 2025 - Ernst Hilbich (93), Duits acteur
- 2025 - Peter Jason (Peter Edward Ostling) (80), Amerikaans acteur
- 2025 - Ilkka Kuusisto (91), Fins componist
- 2025 - Evan Williams (81), Schots voetballer

## Viering/herdenking
- Dag van het geweldloos verzet
- Internationale Dag van de Sociale Rechtvaardigheid
- Rooms-katholieke kalender:
  - Heilige Eucherius (van Orléans) († 743) - Gedachtenis (in Bisdom Hasselt en Bisdom Luik)
  - Heilige Eleutherius (van Doornik) († 532) - Vrije Gedachtenis (in Bisdom Brugge)
  - Heilige Eucherius van Maastricht († 522)
  - Heilige Falco (van Maastricht) († 512/527)
  - Zalige Jacinta Marto (Fátima) († 1920)
  - Heilige Amata (van Assisi) († c. 1250)

## Weerextremen

### Nederland
| | Officiële records | Officiële records | Officiële records |      | Landelijke records | Landelijke records | Landelijke records             |
| Gebeurtenis | Jaar              | Extreem           | Locatie           | Jaar | Extreem            | Locatie            |                                |
| --- | ----------------- | ----------------- | ----------------- | ---- | ------------------ | ------------------ | ------------------------------ |
| Laagste etmaalgemiddelde temperatuur (°C) | 1956              | −8,5              | De Bilt           |      | 1929               | −11,1              | Eelde                          |
| Hoogste etmaalgemiddelde temperatuur (°C) | 1990              | 14,0              | De Bilt           |      | 1990               | 14,3               | Eindhoven                      |
| Laagste minimumtemperatuur (°C) | 1956              | −14,0             | De Bilt           |      | 1956               | −16,3              | Eelde                          |
| Hoogste minimumtemperatuur (°C) | 1990              | 11,8              | De Bilt           |      | 1990               | 11,9               | Heino, Soesterberg             |
| Laagste maximumtemperatuur (°C) | 1948              | −5,5              | De Bilt           |      | 1948               | −7,4               | Maastricht                     |
| Hoogste maximumtemperatuur (°C) | 1990              | 16,9              | De Bilt           |      | 1990               | 18,9               | Eindhoven                      |
| Hoogste uurgemiddelde windsnelheid (m/s) | 1946              | 18,0              | De Bilt           |      | 1967               | 23,1               | Vlissingen                     |
| Hoogste windstoot (m/s) | 1997, 2022        | 23,0              | De Bilt           |      | 2022               | 36,0               | Vlakte van De Raan, Vlissingen |
| Langste zonneschijnduur (uur) | 1994              | 9,3               | De Bilt           |      | 1978               | 9,6                | De Kooy                        |
| Langste neerslagduur (uur) | 2015              | 22,9              | De Bilt           |      | 2015               | 22,9               | De Bilt                        |
| Hoogste etmaalsom van de neerslag (mm) | 2022              | 34,2              | De Bilt           |      | 2022               | 38,9               | Deelen                         |
| Laagste etmaalgemiddelde relatieve vochtigheid (%) | 1940              | 55                | De Bilt           |      | 1940               | 47                 | Maastricht                     |
| Laagste uurwaarde luchtdruk op zeeniveau (hPa) | 1907              | 978,0             | De Bilt           |      | 1907               | 971,1              | Eelde                          |
| Hoogste uurwaarde luchtdruk op zeeniveau (hPa) | 1932              | 1041,2            | De Bilt           |      | 1932               | 1041,6             | Vlissingen                     |
| Officiële records worden altijd gemeten op het KNMI-weerstation in De Bilt. Landelijke records kunnen worden gemeten op elk officieel KNMI-weerstation in Nederland. |                   |                   |                   |      |                    |                    |                                |

Uitzonderlijke gebeurtenissen
- 1913 - Officieel laagste minimumtemperatuur in °C van het jaar gemeten in De Bilt: −7,9
- 1990 - Officieel maandrecord hoogste minimumtemperatuur in °C van februari gemeten in De Bilt: 11,8
- 1990 - Eerste officiële zachte dag van het jaar (maximumtemperatuur ≥ 15 °C in De Bilt)
- 2021 - Eerste officiële zachte dag van het jaar (maximumtemperatuur ≥ 15 °C in De Bilt)
- 2021 - Eerste landelijke zachte dag van het jaar gemeten in Arcen, Cabauw, De Bilt, De Kooy, Deelen, Eelde, Eindhoven, Ell, Gilze-Rijen, Heino, Herwijnen, Hoek van Holland, Hoogeveen, Hupsel, Lelystad, Maastricht, Nieuw Beerta, Rotterdam, Schiphol, Twenthe, Volkel, Voorschoten, Westdorpe, Wijk aan Zee, Wilhelminadorp en Woensdrecht (maximumtemperatuur ≥ 15 °C op een officieel weerstation)
- 2022 - Recordreeks van 6 stormdagen op rij.[8]

### België
Dagrecords
- 1845 - Laagste etmaalgemiddelde temperatuur −9,4 °C
- 1990 - Hoogste etmaalgemiddelde temperatuur 13,7 °C
- 1845 - Laagste minimumtemperatuur −15,4 °C
- 1990 - Hoogste maximumtemperatuur 18,3 °C
- 2002 - Hoogste etmaalsom van de neerslag 31 mm. Dit is de natste dag ooit in de maand februari.

Uitzonderlijke gebeurtenissen
- 1929 - Allerkoudste decade van de eeuw: gemiddelde temperatuur −8,9 °C.
- 1957 - Overstromingen in het verschillende delen van het land.
- 1977 - Overstromingen in het oosten en zuiden van het land.
- 1985 - −18,7 °C in Sankt-Vith.
- 2002 - Overstromingen in de provincies Antwerpen, Vlaams-Brabant, Waals-Brabant, Henegouwen, Namen, Luik en Limburg, soms al voor de derde keer dit jaar.

<< · 1 · 2 · 3 · 4 · 5 · 6 · 7 · 8 · 9 · 10 · 11 · 12 · 13 · 14 · 15 · 16 · 17 · 18 · 19 · 20 · 21 · 22 · 23 · 24 · 25 · 26 · 27 · 28 · 29 · (30) · >>